# Frosktjärnen (Lockne socken, Jämtland)
Frosktjärnen är en sjö i Östersunds kommun i Jämtland och ingår i Ljungans huvudavrinningsområde.